# Liga de Campeones de la Concacaf 2018
La Liga de Campeones de la Concacaf 2018 o por razones de patrocinio Liga de Campeones de la Concacaf Scotiabank, fue la décima edición de la Liga de Campeones de la Concacaf bajo su actual nombre, y en general la 53.ª edición de la principal competición a nivel de clubes organizada por la Concacaf, el organismo regulador del fútbol en América del Norte, América Central, y el Caribe. El campeón del certamen, el Club Deportivo Guadalajara, que no lograba consagrarse en el certamen desde la primera edición (1962), siendo la mayor distancia en el tiempo —55 años— entre dos títulos de un mismo equipo en la historia de la copa. Gracias a este título, representó a la región en la Copa Mundial de Clubes 2018.

## Sistema de competición
El 23 de enero de 2017 la Concacaf, entidad que regula las competencias continentales, dio a conocer el cambio de formato de la Liga de Campeones que será efectivo a partir de esta edición, cuyas razones se debieron al favorecimiento de los clubes en cuanto al calendario de sus respectivas ligas nacionales, incluyendo a la Liga MX de poder disputar la Conmebol Libertadores. La principal novedad es la creación de la Liga Concacaf, que se disputará el primer semestre de cada temporada.
En la Liga de Campeones de la Concacaf 2018 participarán el campeón de la Liga Concacaf 2017, los campeones de Costa Rica, El Salvador, Guatemala, Honduras y Panamá, el campeón del Campeonato de Clubes de la CFU, el campeón de Canadá, y cuatro equipos de México y Estados Unidos.
Se utilizará el sistema de rondas eliminatorias, desde octavos de final hasta llegar a la final, todas en formato ida y vuelta. En las rondas de octavos de final hasta semifinales rige la regla del gol de visitante, la cual determina que el equipo que haya marcado más anotaciones como visitante gana la eliminatoria si hay empate en la diferencia de goles. En caso de estar la eliminatoria empatada tras los 180 minutos de ambos partidos, la serie se decidirá en una tanda de penaltis.
El club vencedor de la final y por lo tanto Campeón, será aquel que en los dos partidos anote el mayor número de goles. En caso de empate en el total de goles, no se aplicará la regla del gol de visitante, se jugará una prórroga. Y si aún persiste el empate se realizará una tanda de penales.
Para los octavos de final, los clubes que fueron sorteados del Bombo 1 (enumerados primeros) jugarán como visitantes primero, y luego serán los anfitriones en el partido de vuelta.
Los ganadores de las series 1, 3, 5 y 7, serán sede para los partidos de vuelta de los cuartos de final. Para las semifinales, los clubes serán clasificados de acuerdo su desempeño (puntos ganados, diferencia de goles y goles anotados) en los octavos y cuartos de final, utilizando el procedimiento de desempate del campeonato.
El club mejor clasificado en cada serie de semifinales será sede del partido de vuelta. El mismo procedimiento de desempate se aplicará para determinar quién será sede del partido de vuelta de las finales.
El conjunto ganador de la confederación se garantiza un lugar hacia la Copa Mundial de Clubes 2018.

### Formato de competición
| Federación            | Cupos  |
| --------------------- | ------ |
| México                | 4      |
| Estados Unidos        | 4      |
| Costa Rica            | 1 (+1) |
| Honduras              | 1      |
| Guatemala             | 0 (*)  |
| Panamá                | 1      |
| El Salvador           | 1      |
| Canadá                | 1      |
| Nicaragua             | -      |
| Belice                | -      |
| Caribe                | 1      |
| Campeón Liga Concacaf | 1      |
| Total                 | 16     |

- (*): En caso de que la suspensión de la FIFA no sea levantada antes del 1 de mayo de 2017, fecha límite que dio la Concacaf, los clubes de Guatemala serán descalificados de esta competencia.

## Equipos participantes
| Federación                               | Equipo                                                     | Vía de clasificación |
| ---------------------------------------- | ---------------------------------------------------------- | --- |
| México 4 plazas                          | Tigres Guadalajara América Tijuana                         | Campeón del Torneo Apertura 2016 y Subcampeón del Torneo Clausura 2017 Campeón del Torneo Clausura 2017 Subcampeón del Torneo Apertura 2016 Primer puesto de la Fase regular del Torneo Clausura 2017                   |
| Estados Unidos 4 plazas                  | Seattle Sounders Dallas New York Red Bulls Colorado Rapids | Campeón de la MLS Cup 2016 Ganador de la MLS Supporters' Shield 2016 (Conferencia Oeste) y campeón Copa de los Estados Unidos 2016 Ganador de la Conferencia Este 2016 Segundo puesto de la MLS Supporters' Shield 2016 |
| Costa Rica 1 plaza + 1 plaza extra       | Deportivo Saprissa Herediano                               | Campeón del Torneo de Invierno 2016 de la Primera División de Costa Rica 2016-17 Campeón del Torneo de Verano 2017 de la Liga de Costa Rica 2016-17                                                                     |
| Honduras 1 plaza + Campeón Liga Concacaf | Olimpia Motagua                                            | Campeón de la Liga Concacaf 2017 Campeón del Torneo Apertura 2016 y del Torneo Clausura 2017 de la Liga de Honduras 2016-17                                                                                             |
| Panamá 1 plaza                           | Tauro                                                      | Campeón del Torneo Clausura 2017 y mejor puntaje de la temporada de la Liga de Panamá 2016-17 |
| El Salvador 1 plaza                      | Santa Tecla                                                | Campeón del Torneo Apertura 2016 y del Torneo Clausura 2017 de la Liga de El Salvador 2016-17 |
| Canadá 1 plaza                           | Toronto                                                    | Campeón del Campeonato Canadiense 2016 y 2017 |
| Caribe 1 plaza                           | Cibao                                                      | Campeón del Campeonato de Clubes del Caribe 2017 |

### Localidad de los equipos
Distribución geográfica de las sedes de los equipos clasificados.

### Datos y estadísticas
| Equipo             | Ciudad                                           | 1.ª participación | Títulos | Estadio                    | Aforo  |
| ------------------ | ------------------------------------------------ | ----------------- | ------- | -------------------------- | ------ |
| América            | Ciudad de México, México                         | 1977              | 7       | Azteca                     | 87.000 |
| Cibao              | Santiago de los Caballeros, República Dominicana | 2018              | –       | Cibao FC                   | 5.000  |
| Colorado Rapids    | Denver, Estados Unidos                           | 2011-12           | –       | Dick's Sporting Goods Park | 18.061 |
| Dallas             | Frisco, Estados Unidos                           | 2011-12           | –       | Toyota                     | 21.193 |
| Deportivo Saprissa | Tibás, Costa Rica                                | 1963              | 3       | Ricardo Saprissa Aymá      | 24.000 |
| Guadalajara        | Guadalajara, México                              | 1962              | 2       | Akron                      | 49.850 |
| Herediano          | Heredia, Costa Rica                              | 1962              | –       | Eladio Rosabal Cordero     | 15.000 |
| Motagua            | Tegucigalpa, Honduras                            | 1969              | –       | Nacional                   | 35.000 |
| Olimpia            | Tegucigalpa, Honduras                            | 1962              | 2       | Nacional                   | 35.000 |
| New York Red Bulls | Nueva York-Nueva Jersey, Estados Unidos          | 2009-10           | –       | Red Bull Arena             | 25.189 |
| Santa Tecla        | Santa Tecla, El Salvador                         | 2015-16           | –       | Las Delicias               | 15.000 |
| Seattle Sounders   | Seattle, Estados Unidos                          | 2010-11           | –       | CenturyLink Field          | 39.419 |
| Tauro              | Ciudad de Panamá, Panamá                         | 1990              | –       | Rommel Fernández           | 32.000 |
| Tigres             | San Nicolás de los Garza, México                 | 1979              | –       | Universitario              | 42.000 |
| Tijuana            | Tijuana, México                                  | 2013-14           | –       | Caliente                   | 27.333 |
| Toronto            | Toronto, Canadá                                  | 2009-10           | –       | BMO Field                  | 30.226 |

### Definición
| Bombo   | #  | Cupo | 2012–13 | 2013-14 | 2014-15 | 2015-16 | 2016-17 | Total | Equipo             |
| ------- | -- | ---- | ------- | ------- | ------- | ------- | ------- | ----- | ------------------ |
| Bombo 1 | 1  | MEX3 | 11      | 29      | 32      | 23      | 15      | 110   | América            |
| Bombo 1 | 2  | MEX1 | 16      | 22      | 11      | 33      | 27      | 109   | Tigres             |
| Bombo 1 | 3  | MEX2 | 27      | 10      | 16      | 20      | 30      | 103   | Guadalajara        |
| Bombo 1 | 4  | MEX4 | 35      | 29      | 9       | 18      | 10      | 101   | Tijuana            |
| Bombo 1 | 5  | USA3 | 16      | 11      | 13      | 16      | 20      | 76    | New York Red Bulls |
| Bombo 1 | 6  | CAN1 | 10      | 10      | 23      | 8       | 22      | 73    | Toronto            |
| Bombo 1 | 7  | USA1 | 20      | 17      | 11      | 14      | 11      | 73    | Seattle Sounders   |
| Bombo 1 | 8  | USA2 | 22      | 13      | 9       | 13      | 14      | 71    | Dallas             |
| Bombo 2 | 9  | USA4 | 11      | 16      | 20      | 16      | 8       | 71    | Colorado Rapids    |
| Bombo 2 | 10 | CRC1 | 16      | 19      | 12      | 10      | 8       | 65    | Saprissa           |
| Bombo 2 | 11 | CRC2 | 11      | 10      | 18      | 9       | 14      | 62    | Herediano          |
| Bombo 2 | 12 | HON1 | 9       | 11      | 15      | 10      | 11      | 56    | Motagua            |
| Bombo 2 | 13 | PAN1 | 4       | 15      | 4       | 10      | 20      | 53    | Tauro              |
| Bombo 2 | 14 | SLV1 | 4       | 8       | 4       | 7       | 9       | 32    | Santa Tecla        |
| Bombo 2 | 15 | CCC1 | 5       | 5       | 4       | 8       | 5       | 27    | Cibao              |
| Bombo 2 | 16 | LCC1 | 0       | 0       | 0       | 0       | 0       | 0     | Olimpia            |

## Resultados
El sorteo se llevó a cabo el 18 de diciembre de 2017 a las 18:00 horas.
- Los bombos son determinados por el nuevo CONCACAF Index Ranking, el cual contabiliza el desempeño de los clubes en las últimas 5 temporadas.[6]
- En el sorteo no pueden emparejarse equipos de la misma federación con excepción de la plaza extra (wildcard) dejada por Guatemala es decir el club Herediano de Costa Rica.
- Los clubes del Bombo 1 serán sorteados contra los del Bombo 2, siendo anfitriones los del Bombo 1 en el partido de vuelta.
- Puntuación entre paréntesis.

| Bombo 1                 | Bombo 2              |
| ----------------------- | -------------------- |
| América (110)           | Colorado Rapids (71) |
| Tigres UANL (109)       | Saprissa (65)        |
| Guadalajara (103)       | Herediano (62)       |
| Tijuana (101)           | Motagua (56)         |
| New York Red Bulls (76) | Tauro (53)           |
| Toronto (73)            | Santa Tecla (32)     |
| Seattle Sounders (73)   | Cibao (27)           |
| Dallas (71)             | Olimpia (0)          |

### Cuadro de desarrollo
|  | Octavos de final                                         | Octavos de final                                         | Octavos de final                                         | Octavos de final                                         |   |                    | Cuartos de final                           | Cuartos de final                           | Cuartos de final                           | Cuartos de final                           |  |             | Semifinales                             | Semifinales                             | Semifinales                             | Semifinales                             |  |                  | Final                                  | Final                                  | Final                                  | Final                                  |  |
|  | 20-21 de febrero (ida) 27 de febrero-1 de marzo (vuelta) | 20-21 de febrero (ida) 27 de febrero-1 de marzo (vuelta) | 20-21 de febrero (ida) 27 de febrero-1 de marzo (vuelta) | 20-21 de febrero (ida) 27 de febrero-1 de marzo (vuelta) |   |                    | 6-7 de marzo (ida) 13-14 de marzo (vuelta) | 6-7 de marzo (ida) 13-14 de marzo (vuelta) | 6-7 de marzo (ida) 13-14 de marzo (vuelta) | 6-7 de marzo (ida) 13-14 de marzo (vuelta) |  |             | 3-4 de abril (ida) 11 de abril (vuelta) | 3-4 de abril (ida) 11 de abril (vuelta) | 3-4 de abril (ida) 11 de abril (vuelta) | 3-4 de abril (ida) 11 de abril (vuelta) |  |                  | 17 de abril (ida) 25 de abril (vuelta) | 17 de abril (ida) 25 de abril (vuelta) | 17 de abril (ida) 25 de abril (vuelta) | 17 de abril (ida) 25 de abril (vuelta) |  |
|  |                                                          |                                                          |                                                          |                                                          |   |                    |                                            |                                            |                                            |                                            |  |             |                                         |                                         |                                         |                                         |  |                  |                                        |                                        |                                        |                                        |  |
|  |                                                          |                                                          |                                                          |                                                          |   |                    |                                            |                                            |                                            |                                            |  |             |                                         |                                         |                                         |                                         |  |                  |                                        |                                        |                                        |                                        |  |
|  | Cibao                                                    | 0                                                        | 0                                                        | 0                                                        |   |                    |                                            |                                            |                                            |                                            |  |             |                                         |                                         |                                         |                                         |  |                  |                                        |                                        |                                        |                                        |  |
|  | Cibao                                                    | 0                                                        | 0                                                        | 0                                                        |   |                    |                                            |                                            |                                            |                                            |  |             |                                         |                                         |                                         |                                         |  |                  |                                        |                                        |                                        |                                        |  |
|  | Guadalajara                                              | 2                                                        | 5                                                        | 7                                                        |   |                    |                                            |                                            |                                            |                                            |  |             |                                         |                                         |                                         |                                         |  |                  |                                        |                                        |                                        |                                        |  |
|  | Guadalajara                                              | 2                                                        | 5                                                        | 7                                                        |   | Guadalajara        | 0                                          | 3                                          | 3                                          |                                            |  |             |                                         |                                         |                                         |                                         |  |                  |                                        |                                        |                                        |                                        |  |
|  |                                                          |                                                          |                                                          |                                                          |   | Guadalajara        | 0                                          | 3                                          | 3                                          |                                            |  |             |                                         |                                         |                                         |                                         |  |                  |                                        |                                        |                                        |                                        |  |
|  |                                                          |                                                          | Seattle Sounders                                         | 1                                                        | 0 | 1                  |                                            |                                            |                                            |                                            |  |             |                                         |                                         |                                         |                                         |  |                  |                                        |                                        |                                        |                                        |  |
|  | Santa Tecla                                              | 2                                                        | Seattle Sounders                                         | 1                                                        | 0 | 1                  | 0                                          | 2                                          |                                            |                                            |  |             |                                         |                                         |                                         |                                         |  |                  |                                        |                                        |                                        |                                        |  |
|  | Santa Tecla                                              | 2                                                        |                                                          |                                                          |   |                    |                                            |                                            |                                            |                                            |  |             |                                         |                                         |                                         |                                         |  |                  |                                        |                                        |                                        |                                        |  |
|  | Seattle Sounders                                         | 1                                                        | 4                                                        | 5                                                        |   |                    |                                            |                                            |                                            |                                            |  |             |                                         |                                         |                                         |                                         |  |                  |                                        |                                        |                                        |                                        |  |
|  | Seattle Sounders                                         | 1                                                        | 4                                                        | 5                                                        |   |                    |                                            |                                            |                                            |                                            |  | Guadalajara | 1                                       | 0                                       | 1                                       |                                         |  |                  |                                        |                                        |                                        |                                        |  |
|  |                                                          |                                                          |                                                          |                                                          |   |                    |                                            |                                            |                                            |                                            |  | Guadalajara | 1                                       | 0                                       | 1                                       |                                         |  |                  |                                        |                                        |                                        |                                        |  |
|  |                                                          |                                                          | New York Red Bulls                                       | 0                                                        | 0 | 0                  |                                            |                                            |                                            |                                            |  |             |                                         |                                         |                                         |                                         |  |                  |                                        |                                        |                                        |                                        |  |
|  | Olimpia                                                  | 1                                                        | New York Red Bulls                                       | 0                                                        | 0 | 0                  | 0                                          | 1                                          |                                            |                                            |  |             |                                         |                                         |                                         |                                         |  |                  |                                        |                                        |                                        |                                        |  |
|  | Olimpia                                                  | 1                                                        |                                                          |                                                          |   |                    |                                            |                                            |                                            |                                            |  |             |                                         |                                         |                                         |                                         |  |                  |                                        |                                        |                                        |                                        |  |
|  | New York Red Bulls                                       | 1                                                        | 2                                                        | 3                                                        |   |                    |                                            |                                            |                                            |                                            |  |             |                                         |                                         |                                         |                                         |  |                  |                                        |                                        |                                        |                                        |  |
|  | New York Red Bulls                                       | 1                                                        | 2                                                        | 3                                                        |   | New York Red Bulls | 2                                          | 3                                          | 5                                          |                                            |  |             |                                         |                                         |                                         |                                         |  |                  |                                        |                                        |                                        |                                        |  |
|  |                                                          |                                                          |                                                          |                                                          |   | New York Red Bulls | 2                                          | 3                                          | 5                                          |                                            |  |             |                                         |                                         |                                         |                                         |  |                  |                                        |                                        |                                        |                                        |  |
|  |                                                          |                                                          | Tijuana                                                  | 0                                                        | 1 | 1                  |                                            |                                            |                                            |                                            |  |             |                                         |                                         |                                         |                                         |  |                  |                                        |                                        |                                        |                                        |  |
|  | Motagua                                                  | 0                                                        | Tijuana                                                  | 0                                                        | 1 | 1                  | 1                                          | 1                                          |                                            |                                            |  |             |                                         |                                         |                                         |                                         |  |                  |                                        |                                        |                                        |                                        |  |
|  | Motagua                                                  | 0                                                        |                                                          |                                                          |   |                    |                                            |                                            |                                            |                                            |  |             |                                         |                                         |                                         |                                         |  |                  |                                        |                                        |                                        |                                        |  |
|  | Tijuana                                                  | 1                                                        | 1                                                        | 2                                                        |   |                    |                                            |                                            |                                            |                                            |  |             |                                         |                                         |                                         |                                         |  |                  |                                        |                                        |                                        |                                        |  |
|  | Tijuana                                                  | 1                                                        | 1                                                        | 2                                                        |   |                    |                                            |                                            |                                            |                                            |  |             |                                         |                                         |                                         |                                         |  | Guadalajara (p.) | 2                                      | 1                                      | 3 (4)                                  |                                        |  |
|  |                                                          |                                                          |                                                          |                                                          |   |                    |                                            |                                            |                                            |                                            |  |             |                                         |                                         |                                         |                                         |  | Guadalajara (p.) | 2                                      | 1                                      | 3 (4)                                  |                                        |  |
|  |                                                          |                                                          | Toronto                                                  | 1                                                        | 2 | 3 (2)              |                                            |                                            |                                            |                                            |  |             |                                         |                                         |                                         |                                         |  |                  |                                        |                                        |                                        |                                        |  |
|  | Herediano                                                | 2                                                        | Toronto                                                  | 1                                                        | 2 | 3 (2)              | 1                                          | 3                                          |                                            |                                            |  |             |                                         |                                         |                                         |                                         |  |                  |                                        |                                        |                                        |                                        |  |
|  | Herediano                                                | 2                                                        |                                                          |                                                          |   |                    |                                            |                                            |                                            |                                            |  |             |                                         |                                         |                                         |                                         |  |                  |                                        |                                        |                                        |                                        |  |
|  | Tigres                                                   | 2                                                        | 3                                                        | 5                                                        |   |                    |                                            |                                            |                                            |                                            |  |             |                                         |                                         |                                         |                                         |  |                  |                                        |                                        |                                        |                                        |  |
|  | Tigres                                                   | 2                                                        | 3                                                        | 5                                                        |   | Tigres             | 1                                          | 3                                          | 4                                          |                                            |  |             |                                         |                                         |                                         |                                         |  |                  |                                        |                                        |                                        |                                        |  |
|  |                                                          |                                                          |                                                          |                                                          |   | Tigres             | 1                                          | 3                                          | 4                                          |                                            |  |             |                                         |                                         |                                         |                                         |  |                  |                                        |                                        |                                        |                                        |  |
|  |                                                          |                                                          | Toronto (v.)                                             | 2                                                        | 2 | 4                  |                                            |                                            |                                            |                                            |  |             |                                         |                                         |                                         |                                         |  |                  |                                        |                                        |                                        |                                        |  |
|  | Colorado Rapids                                          | 0                                                        | Toronto (v.)                                             | 2                                                        | 2 | 4                  | 0                                          | 0                                          |                                            |                                            |  |             |                                         |                                         |                                         |                                         |  |                  |                                        |                                        |                                        |                                        |  |
|  | Colorado Rapids                                          | 0                                                        |                                                          |                                                          |   |                    |                                            |                                            |                                            |                                            |  |             |                                         |                                         |                                         |                                         |  |                  |                                        |                                        |                                        |                                        |  |
|  | Toronto                                                  | 2                                                        | 0                                                        | 2                                                        |   |                    |                                            |                                            |                                            |                                            |  |             |                                         |                                         |                                         |                                         |  |                  |                                        |                                        |                                        |                                        |  |
|  | Toronto                                                  | 2                                                        | 0                                                        | 2                                                        |   |                    |                                            |                                            |                                            |                                            |  | Toronto     | 3                                       | 1                                       | 4                                       |                                         |  |                  |                                        |                                        |                                        |                                        |  |
|  |                                                          |                                                          |                                                          |                                                          |   |                    |                                            |                                            |                                            |                                            |  | Toronto     | 3                                       | 1                                       | 4                                       |                                         |  |                  |                                        |                                        |                                        |                                        |  |
|  |                                                          |                                                          | América                                                  | 1                                                        | 1 | 2                  |                                            |                                            |                                            |                                            |  |             |                                         |                                         |                                         |                                         |  |                  |                                        |                                        |                                        |                                        |  |
|  | Tauro (v.)                                               | 1                                                        | América                                                  | 1                                                        | 1 | 2                  | 2                                          | 3                                          |                                            |                                            |  |             |                                         |                                         |                                         |                                         |  |                  |                                        |                                        |                                        |                                        |  |
|  | Tauro (v.)                                               | 1                                                        |                                                          |                                                          |   |                    |                                            |                                            |                                            |                                            |  |             |                                         |                                         |                                         |                                         |  |                  |                                        |                                        |                                        |                                        |  |
|  | Dallas                                                   | 0                                                        | 3                                                        | 3                                                        |   |                    |                                            |                                            |                                            |                                            |  |             |                                         |                                         |                                         |                                         |  |                  |                                        |                                        |                                        |                                        |  |
|  | Dallas                                                   | 0                                                        | 3                                                        | 3                                                        |   | Tauro              | 0                                          | 1                                          | 1                                          |                                            |  |             |                                         |                                         |                                         |                                         |  |                  |                                        |                                        |                                        |                                        |  |
|  |                                                          |                                                          |                                                          |                                                          |   | Tauro              | 0                                          | 1                                          | 1                                          |                                            |  |             |                                         |                                         |                                         |                                         |  |                  |                                        |                                        |                                        |                                        |  |
|  |                                                          |                                                          | América                                                  | 4                                                        | 3 | 7                  |                                            |                                            |                                            |                                            |  |             |                                         |                                         |                                         |                                         |  |                  |                                        |                                        |                                        |                                        |  |
|  | Saprissa                                                 | 1                                                        | América                                                  | 4                                                        | 3 | 7                  | 1                                          | 2                                          |                                            |                                            |  |             |                                         |                                         |                                         |                                         |  |                  |                                        |                                        |                                        |                                        |  |
|  | Saprissa                                                 | 1                                                        |                                                          |                                                          |   |                    |                                            |                                            |                                            |                                            |  |             |                                         |                                         |                                         |                                         |  |                  |                                        |                                        |                                        |                                        |  |
|  | América                                                  | 5                                                        | 1                                                        | 6                                                        |   |                    |                                            |                                            |                                            |                                            |  |             |                                         |                                         |                                         |                                         |  |                  |                                        |                                        |                                        |                                        |  |
|  | América                                                  | 5                                                        | 1                                                        | 6                                                        |   |                    |                                            |                                            |                                            |                                            |  |             |                                         |                                         |                                         |                                         |  |                  |                                        |                                        |                                        |                                        |  |
|  |                                                          |                                                          |                                                          |                                                          |   |                    |                                            |                                            |                                            |                                            |  |             |                                         |                                         |                                         |                                         |  |                  |                                        |                                        |                                        |                                        |  |

### Octavos de final
| Equipo 1        | Agr.     | Equipo 2           | Ida | Vuelta |
| --------------- | -------- | ------------------ | --- | ------ |
| Cibao           | 0–7      | Guadalajara        | 0–2 | 0–5    |
| Santa Tecla     | 2–5      | Seattle Sounders   | 2–1 | 0–4    |
| Olimpia         | 1–3      | New York Red Bulls | 1–1 | 0–2    |
| Motagua         | 1–2      | Tijuana            | 0–1 | 1–1    |
| Herediano       | 3–5      | Tigres UANL        | 2–2 | 1–3    |
| Colorado Rapids | 0–2      | Toronto            | 0–2 | 0–0    |
| Tauro           | 3–3 (v.) | Dallas             | 1–0 | 2–3    |
| Saprissa        | 2–6      | América            | 1–5 | 1–1    |

### Cuartos de final
| Equipo 1         | Agr.     | Equipo 2           | Ida | Vuelta |
| ---------------- | -------- | ------------------ | --- | ------ |
| Seattle Sounders | 1–3      | Guadalajara        | 1–0 | 0–3    |
| Tijuana          | 1–5      | New York Red Bulls | 0–2 | 1–3    |
| Toronto          | 4–4 (v.) | Tigres UANL        | 2–1 | 2–3    |
| América          | 7–1      | Tauro              | 4–0 | 3–1    |

### Semifinales
| Equipo 1    | Agr. | Equipo 2           | Ida | Vuelta |
| ----------- | ---- | ------------------ | --- | ------ |
| Guadalajara | 1–0  | New York Red Bulls | 1–0 | 0–0    |
| Toronto     | 4–2  | América            | 3–1 | 1–1    |

### Final
| Equipo 1 | Agr.         | Equipo 2    | Ida | Vuelta |
| -------- | ------------ | ----------- | --- | ------ |
| Toronto  | 3–3 (2–4 p.) | Guadalajara | 2–1 | 1–2    |

#### Final - Ida
| 25    | POR   | Alex Bono            |     |
| 5     | DEF   | Ashtone Morgan       | 66' |
| 23    | DEF   | Chris Mavinga        | 45' |
| 96    | DEF   | Auro                 |     |
| 4     | DEF   | Michael Bradley      |     |
| 21    | MED   | Jonathan Osorio      |     |
| 3     | MED   | Drew Moor            |     |
| 18    | MED   | Marco Delgado        | 80' |
| 9     | MED   | Gregory van der Wiel |     |
| 10    | DEL   | Sebastian Giovinco   |     |
| 17    | DEL   | Jozy Altidore        |     |
| D. T. | D. T. | Greg Vanney          |     |

| 34    | POR   | Miguel Jiménez    |       |
| 2     | DEF   | Oswaldo Alanís    |       |
| 3     | DEF   | Carlos Salcido    |       |
| 24    | DEF   | Carlos Cisneros   |       |
| 88    | DEF   | Alejandro Mayorga | 70'   |
| 25    | MED   | Michael Pérez     |       |
| 7     | MED   | Orbelín Pineda    |       |
| 11    | MED   | Isaác Brizuela    |       |
| 9     | MED   | Alan Pulido       | 90+2' |
| 89    | DEL   | Jesús Godínez     | 76'   |
| 20    | DEL   | Rodolfo Pizarro   |       |
| D. T. | D. T. | Matías Almeyda    |       |

| 15 | Defensa        | Eriq Zavaleta | 45' |
| 2  | Defensa        | Justin Morrow | 66' |
| 8  | Centrocampista | Ager Aketxe   | 80' |

| 10 | Centrocampista | Javier López   | 70'   |
| 14 | Delantero      | Ángel Zaldívar | 76'   |
| 18 | Defensa        | José Macías    | 90+2' |

| 19' | Jonathan Osorio | 1:1 |

| 2' · 72' | Rodolfo Pizarro Alan Pulido | 0:1 1:2 |

| 63' | Isaac Brizuela |

| Principal  | Ricardo Montero  |
| Asistentes | Juan Carlos Mora |
|            | Ainsley Rochard  |
| Cuarto     | Héctor Martínez  |

|                    |     |     |
| Tiros              | 16  | 15  |
| Tiros a puerta     | 6   | 7   |
| Faltas             | 12  | 13  |
| Saques de esquina  | 10  | 3   |
| Penaltis           | 0   | 0   |
| Fueras de juego    | 1   | 5   |
| Posesión del balón | 55% | 45% |

| Alineación inicial |

| 25    | POR   | Alex Bono            |     |
| 5     | DEF   | Ashtone Morgan       | 66' |
| 23    | DEF   | Chris Mavinga        | 45' |
| 96    | DEF   | Auro                 |     |
| 4     | DEF   | Michael Bradley      |     |
| 21    | MED   | Jonathan Osorio      |     |
| 3     | MED   | Drew Moor            |     |
| 18    | MED   | Marco Delgado        | 80' |
| 9     | MED   | Gregory van der Wiel |     |
| 10    | DEL   | Sebastian Giovinco   |     |
| 17    | DEL   | Jozy Altidore        |     |
| D. T. | D. T. | Greg Vanney          |     |

| 34    | POR   | Miguel Jiménez    |       |
| 2     | DEF   | Oswaldo Alanís    |       |
| 3     | DEF   | Carlos Salcido    |       |
| 24    | DEF   | Carlos Cisneros   |       |
| 88    | DEF   | Alejandro Mayorga | 70'   |
| 25    | MED   | Michael Pérez     |       |
| 7     | MED   | Orbelín Pineda    |       |
| 11    | MED   | Isaác Brizuela    |       |
| 9     | MED   | Alan Pulido       | 90+2' |
| 89    | DEL   | Jesús Godínez     | 76'   |
| 20    | DEL   | Rodolfo Pizarro   |       |
| D. T. | D. T. | Matías Almeyda    |       |

| 15 | Defensa        | Eriq Zavaleta | 45' |
| 2  | Defensa        | Justin Morrow | 66' |
| 8  | Centrocampista | Ager Aketxe   | 80' |

| 10 | Centrocampista | Javier López   | 70'   |
| 14 | Delantero      | Ángel Zaldívar | 76'   |
| 18 | Defensa        | José Macías    | 90+2' |

| 19' | Jonathan Osorio | 1:1 |

| 2' · 72' | Rodolfo Pizarro Alan Pulido | 0:1 1:2 |

| 63' | Isaac Brizuela |

| Principal  | Ricardo Montero  |
| Asistentes | Juan Carlos Mora |
|            | Ainsley Rochard  |
| Cuarto     | Héctor Martínez  |

|                    |     |     |
| Tiros              | 16  | 15  |
| Tiros a puerta     | 6   | 7   |
| Faltas             | 12  | 13  |
| Saques de esquina  | 10  | 3   |
| Penaltis           | 0   | 0   |
| Fueras de juego    | 1   | 5   |
| Posesión del balón | 55% | 45% |

| Alineación inicial |

| 25    | POR   | Alex Bono            |     |
| 5     | DEF   | Ashtone Morgan       | 66' |
| 23    | DEF   | Chris Mavinga        | 45' |
| 96    | DEF   | Auro                 |     |
| 4     | DEF   | Michael Bradley      |     |
| 21    | MED   | Jonathan Osorio      |     |
| 3     | MED   | Drew Moor            |     |
| 18    | MED   | Marco Delgado        | 80' |
| 9     | MED   | Gregory van der Wiel |     |
| 10    | DEL   | Sebastian Giovinco   |     |
| 17    | DEL   | Jozy Altidore        |     |
| D. T. | D. T. | Greg Vanney          |     |

| 34    | POR   | Miguel Jiménez    |       |
| 2     | DEF   | Oswaldo Alanís    |       |
| 3     | DEF   | Carlos Salcido    |       |
| 24    | DEF   | Carlos Cisneros   |       |
| 88    | DEF   | Alejandro Mayorga | 70'   |
| 25    | MED   | Michael Pérez     |       |
| 7     | MED   | Orbelín Pineda    |       |
| 11    | MED   | Isaác Brizuela    |       |
| 9     | MED   | Alan Pulido       | 90+2' |
| 89    | DEL   | Jesús Godínez     | 76'   |
| 20    | DEL   | Rodolfo Pizarro   |       |
| D. T. | D. T. | Matías Almeyda    |       |

| 15 | Defensa        | Eriq Zavaleta | 45' |
| 2  | Defensa        | Justin Morrow | 66' |
| 8  | Centrocampista | Ager Aketxe   | 80' |

| 10 | Centrocampista | Javier López   | 70'   |
| 14 | Delantero      | Ángel Zaldívar | 76'   |
| 18 | Defensa        | José Macías    | 90+2' |

| 19' | Jonathan Osorio | 1:1 |

| 2' · 72' | Rodolfo Pizarro Alan Pulido | 0:1 1:2 |

| 63' | Isaac Brizuela |

| Principal  | Ricardo Montero  |
| Asistentes | Juan Carlos Mora |
|            | Ainsley Rochard  |
| Cuarto     | Héctor Martínez  |

|                    |     |     |
| Tiros              | 16  | 15  |
| Tiros a puerta     | 6   | 7   |
| Faltas             | 12  | 13  |
| Saques de esquina  | 10  | 3   |
| Penaltis           | 0   | 0   |
| Fueras de juego    | 1   | 5   |
| Posesión del balón | 55% | 45% |

| Alineación inicial |

| 25    | POR   | Alex Bono            |     |
| 5     | DEF   | Ashtone Morgan       | 66' |
| 23    | DEF   | Chris Mavinga        | 45' |
| 96    | DEF   | Auro                 |     |
| 4     | DEF   | Michael Bradley      |     |
| 21    | MED   | Jonathan Osorio      |     |
| 3     | MED   | Drew Moor            |     |
| 18    | MED   | Marco Delgado        | 80' |
| 9     | MED   | Gregory van der Wiel |     |
| 10    | DEL   | Sebastian Giovinco   |     |
| 17    | DEL   | Jozy Altidore        |     |
| D. T. | D. T. | Greg Vanney          |     |

| 34    | POR   | Miguel Jiménez    |       |
| 2     | DEF   | Oswaldo Alanís    |       |
| 3     | DEF   | Carlos Salcido    |       |
| 24    | DEF   | Carlos Cisneros   |       |
| 88    | DEF   | Alejandro Mayorga | 70'   |
| 25    | MED   | Michael Pérez     |       |
| 7     | MED   | Orbelín Pineda    |       |
| 11    | MED   | Isaác Brizuela    |       |
| 9     | MED   | Alan Pulido       | 90+2' |
| 89    | DEL   | Jesús Godínez     | 76'   |
| 20    | DEL   | Rodolfo Pizarro   |       |
| D. T. | D. T. | Matías Almeyda    |       |

| 15 | Defensa        | Eriq Zavaleta | 45' |
| 2  | Defensa        | Justin Morrow | 66' |
| 8  | Centrocampista | Ager Aketxe   | 80' |

| 10 | Centrocampista | Javier López   | 70'   |
| 14 | Delantero      | Ángel Zaldívar | 76'   |
| 18 | Defensa        | José Macías    | 90+2' |

| 19' | Jonathan Osorio | 1:1 |

| 2' · 72' | Rodolfo Pizarro Alan Pulido | 0:1 1:2 |

| 63' | Isaac Brizuela |

| Principal  | Ricardo Montero  |
| Asistentes | Juan Carlos Mora |
|            | Ainsley Rochard  |
| Cuarto     | Héctor Martínez  |

|                    |     |     |
| Tiros              | 16  | 15  |
| Tiros a puerta     | 6   | 7   |
| Faltas             | 12  | 13  |
| Saques de esquina  | 10  | 3   |
| Penaltis           | 0   | 0   |
| Fueras de juego    | 1   | 5   |
| Posesión del balón | 55% | 45% |

| Alineación inicial |

#### Final - Vuelta
| 30    | POR   | Rodolfo Cota    |     |
| 2     | DEF   | Oswaldo Alanís  |     |
| 3     | DEF   | Carlos Salcido  | 54' |
| 4     | DEF   | Jair Pereira    |     |
| 6     | DEF   | Edwin Hernández |     |
| 24    | MED   | Carlos Cisneros |     |
| 7     | MED   | Orbelín Pineda  |     |
| 25    | MED   | Michael Pérez   | 66' |
| 9     | MED   | Alan Pulido     |     |
| 20    | DEL   | Rodolfo Pizarro |     |
| 11    | DEL   | Isaac Brizuela  | 67' |
| D. T. | D. T. | Matías Almeyda  |     |

| 25    | POR   | Alex Bono            |     |
| 7     | DEF   | Víctor Vásquez       | 70' |
| 5     | DEF   | Ashtone Morgan       |     |
| 9     | DEF   | Gregory van der Wiel |     |
| 4     | DEF   | Michael Bradley      |     |
| 96    | MED   | Auro                 |     |
| 21    | MED   | Jonathan Osorio      |     |
| 26    | MED   | Nicolás Hasler       | 56' |
| 18    | MED   | Marky Delgado        |     |
| 10    | DEL   | Sebastian Giovinco   |     |
| 17    | DEL   | Jozy Altidore        | 84' |
| D. T. | D. T. | Greg Vanney          |     |

| 89 | Delantero      | Jesús Godínez  | 54' |
| 10 | Centrocampista | Eduardo López  | 66' |
| 14 | Delantero      | Ángel Zaldívar | 67' |

| 22 | Defensa        | Jordan Hamilton | 56' |
| 14 | Centrocampista | Jay Chapman     | 70' |
| 8  | Centrocampista | Ager Aketxe     | 84' |

| 19' · | Orbelín Pineda | 1:0 |

| 25' · 43' | Jozy Altidore Sebastian Giovinco | 1:1 1:2 |

| Sí · Sí · Sí · Sí | Oswaldo Alanís Jesús Godínez Alan Pulido Ángel Zaldívar | 1:0 2:1 3:1 4:2 |

| Sí · No · Sí · No | Sebastian Giovinco Jonathan Osorio Marky Delgado Michael Bradley | 1:1 2:1 3:2 4:2 |

| 43' · 83' | Sebastian Giovinco Auro |

| Principal  | Óscar Moncada     |
| Asistentes | Christian Ramírez |
|            | Gerson López      |
| Cuarto     | Kimbell Ward      |

|                    |     |     |
| Tiros              | 24  | 9   |
| Tiros a puerta     | 8   | 4   |
| Faltas             | 10  | 16  |
| Saques de esquina  | 6   | 4   |
| Penaltis           | 0   | 0   |
| Fueras de juego    | 1   | 0   |
| Posesión del balón | 55% | 45% |

| Alineación inicial |

| 30    | POR   | Rodolfo Cota    |     |
| 2     | DEF   | Oswaldo Alanís  |     |
| 3     | DEF   | Carlos Salcido  | 54' |
| 4     | DEF   | Jair Pereira    |     |
| 6     | DEF   | Edwin Hernández |     |
| 24    | MED   | Carlos Cisneros |     |
| 7     | MED   | Orbelín Pineda  |     |
| 25    | MED   | Michael Pérez   | 66' |
| 9     | MED   | Alan Pulido     |     |
| 20    | DEL   | Rodolfo Pizarro |     |
| 11    | DEL   | Isaac Brizuela  | 67' |
| D. T. | D. T. | Matías Almeyda  |     |

| 25    | POR   | Alex Bono            |     |
| 7     | DEF   | Víctor Vásquez       | 70' |
| 5     | DEF   | Ashtone Morgan       |     |
| 9     | DEF   | Gregory van der Wiel |     |
| 4     | DEF   | Michael Bradley      |     |
| 96    | MED   | Auro                 |     |
| 21    | MED   | Jonathan Osorio      |     |
| 26    | MED   | Nicolás Hasler       | 56' |
| 18    | MED   | Marky Delgado        |     |
| 10    | DEL   | Sebastian Giovinco   |     |
| 17    | DEL   | Jozy Altidore        | 84' |
| D. T. | D. T. | Greg Vanney          |     |

| 89 | Delantero      | Jesús Godínez  | 54' |
| 10 | Centrocampista | Eduardo López  | 66' |
| 14 | Delantero      | Ángel Zaldívar | 67' |

| 22 | Defensa        | Jordan Hamilton | 56' |
| 14 | Centrocampista | Jay Chapman     | 70' |
| 8  | Centrocampista | Ager Aketxe     | 84' |

| 19' · | Orbelín Pineda | 1:0 |

| 25' · 43' | Jozy Altidore Sebastian Giovinco | 1:1 1:2 |

| Sí · Sí · Sí · Sí | Oswaldo Alanís Jesús Godínez Alan Pulido Ángel Zaldívar | 1:0 2:1 3:1 4:2 |

| Sí · No · Sí · No | Sebastian Giovinco Jonathan Osorio Marky Delgado Michael Bradley | 1:1 2:1 3:2 4:2 |

| 43' · 83' | Sebastian Giovinco Auro |

| Principal  | Óscar Moncada     |
| Asistentes | Christian Ramírez |
|            | Gerson López      |
| Cuarto     | Kimbell Ward      |

|                    |     |     |
| Tiros              | 24  | 9   |
| Tiros a puerta     | 8   | 4   |
| Faltas             | 10  | 16  |
| Saques de esquina  | 6   | 4   |
| Penaltis           | 0   | 0   |
| Fueras de juego    | 1   | 0   |
| Posesión del balón | 55% | 45% |

| Alineación inicial |

| 30    | POR   | Rodolfo Cota    |     |
| 2     | DEF   | Oswaldo Alanís  |     |
| 3     | DEF   | Carlos Salcido  | 54' |
| 4     | DEF   | Jair Pereira    |     |
| 6     | DEF   | Edwin Hernández |     |
| 24    | MED   | Carlos Cisneros |     |
| 7     | MED   | Orbelín Pineda  |     |
| 25    | MED   | Michael Pérez   | 66' |
| 9     | MED   | Alan Pulido     |     |
| 20    | DEL   | Rodolfo Pizarro |     |
| 11    | DEL   | Isaac Brizuela  | 67' |
| D. T. | D. T. | Matías Almeyda  |     |

| 25    | POR   | Alex Bono            |     |
| 7     | DEF   | Víctor Vásquez       | 70' |
| 5     | DEF   | Ashtone Morgan       |     |
| 9     | DEF   | Gregory van der Wiel |     |
| 4     | DEF   | Michael Bradley      |     |
| 96    | MED   | Auro                 |     |
| 21    | MED   | Jonathan Osorio      |     |
| 26    | MED   | Nicolás Hasler       | 56' |
| 18    | MED   | Marky Delgado        |     |
| 10    | DEL   | Sebastian Giovinco   |     |
| 17    | DEL   | Jozy Altidore        | 84' |
| D. T. | D. T. | Greg Vanney          |     |

| 89 | Delantero      | Jesús Godínez  | 54' |
| 10 | Centrocampista | Eduardo López  | 66' |
| 14 | Delantero      | Ángel Zaldívar | 67' |

| 22 | Defensa        | Jordan Hamilton | 56' |
| 14 | Centrocampista | Jay Chapman     | 70' |
| 8  | Centrocampista | Ager Aketxe     | 84' |

| 19' · | Orbelín Pineda | 1:0 |

| 25' · 43' | Jozy Altidore Sebastian Giovinco | 1:1 1:2 |

| Sí · Sí · Sí · Sí | Oswaldo Alanís Jesús Godínez Alan Pulido Ángel Zaldívar | 1:0 2:1 3:1 4:2 |

| Sí · No · Sí · No | Sebastian Giovinco Jonathan Osorio Marky Delgado Michael Bradley | 1:1 2:1 3:2 4:2 |

| 43' · 83' | Sebastian Giovinco Auro |

| Principal  | Óscar Moncada     |
| Asistentes | Christian Ramírez |
|            | Gerson López      |
| Cuarto     | Kimbell Ward      |

|                    |     |     |
| Tiros              | 24  | 9   |
| Tiros a puerta     | 8   | 4   |
| Faltas             | 10  | 16  |
| Saques de esquina  | 6   | 4   |
| Penaltis           | 0   | 0   |
| Fueras de juego    | 1   | 0   |
| Posesión del balón | 55% | 45% |

| Alineación inicial |

| 30    | POR   | Rodolfo Cota    |     |
| 2     | DEF   | Oswaldo Alanís  |     |
| 3     | DEF   | Carlos Salcido  | 54' |
| 4     | DEF   | Jair Pereira    |     |
| 6     | DEF   | Edwin Hernández |     |
| 24    | MED   | Carlos Cisneros |     |
| 7     | MED   | Orbelín Pineda  |     |
| 25    | MED   | Michael Pérez   | 66' |
| 9     | MED   | Alan Pulido     |     |
| 20    | DEL   | Rodolfo Pizarro |     |
| 11    | DEL   | Isaac Brizuela  | 67' |
| D. T. | D. T. | Matías Almeyda  |     |

| 25    | POR   | Alex Bono            |     |
| 7     | DEF   | Víctor Vásquez       | 70' |
| 5     | DEF   | Ashtone Morgan       |     |
| 9     | DEF   | Gregory van der Wiel |     |
| 4     | DEF   | Michael Bradley      |     |
| 96    | MED   | Auro                 |     |
| 21    | MED   | Jonathan Osorio      |     |
| 26    | MED   | Nicolás Hasler       | 56' |
| 18    | MED   | Marky Delgado        |     |
| 10    | DEL   | Sebastian Giovinco   |     |
| 17    | DEL   | Jozy Altidore        | 84' |
| D. T. | D. T. | Greg Vanney          |     |

| 89 | Delantero      | Jesús Godínez  | 54' |
| 10 | Centrocampista | Eduardo López  | 66' |
| 14 | Delantero      | Ángel Zaldívar | 67' |

| 22 | Defensa        | Jordan Hamilton | 56' |
| 14 | Centrocampista | Jay Chapman     | 70' |
| 8  | Centrocampista | Ager Aketxe     | 84' |

| 19' · | Orbelín Pineda | 1:0 |

| 25' · 43' | Jozy Altidore Sebastian Giovinco | 1:1 1:2 |

| Sí · Sí · Sí · Sí | Oswaldo Alanís Jesús Godínez Alan Pulido Ángel Zaldívar | 1:0 2:1 3:1 4:2 |

| Sí · No · Sí · No | Sebastian Giovinco Jonathan Osorio Marky Delgado Michael Bradley | 1:1 2:1 3:2 4:2 |

| 43' · 83' | Sebastian Giovinco Auro |

| Principal  | Óscar Moncada     |
| Asistentes | Christian Ramírez |
|            | Gerson López      |
| Cuarto     | Kimbell Ward      |

|                    |     |     |
| Tiros              | 24  | 9   |
| Tiros a puerta     | 8   | 4   |
| Faltas             | 10  | 16  |
| Saques de esquina  | 6   | 4   |
| Penaltis           | 0   | 0   |
| Fueras de juego    | 1   | 0   |
| Posesión del balón | 55% | 45% |

| Alineación inicial |

|                   |
| Campeón           |
| Bandera de México |
| Guadalajara       |
| 2.° Título        |

## Estadísticas

### Máximos goleadores
| \| Pos. \| Jugador \| Goles \| Part. (Min.) \| Prom. \| \| Club \| \| ---- \| ----------------------- \| ----- \| ------------ \| ----- \| \| ------------------ \| \| 1 \| Jonathan Osorio \| 4 \| 717 \| 0.5 \| \| Toronto \| \| = \| Sebastian Giovinco \| 4 \| 720 \| 0.5 \| \| Toronto \| \| 2 \| Cecilio Domínguez \| 3 \| 263 \| 0.75 \| \| América \| \| = \| Henry Martín \| 3 \| 386 \| 0.5 \| \| América \| \| = \| Mateus Uribe \| 3 \| 394 \| 0.6 \| \| América \| \| = \| Bradley Wright-Phillips \| 3 \| 521 \| 0.5 \| \| New York Red Bulls \| \| = \| Jozy Altidore \| 3 \| 627 \| 0.38 \| \| Toronto \| |                         |       |              |       |  |                    |
| Pos. | Jugador                 | Goles | Part. (Min.) | Prom. |  | Club               |
| 1 | Jonathan Osorio         | 4     | 717          | 0.5   |  | Toronto            |
| = | Sebastian Giovinco      | 4     | 720          | 0.5   |  | Toronto            |
| 2 | Cecilio Domínguez       | 3     | 263          | 0.75  |  | América            |
| = | Henry Martín            | 3     | 386          | 0.5   |  | América            |
| = | Mateus Uribe            | 3     | 394          | 0.6   |  | América            |
| = | Bradley Wright-Phillips | 3     | 521          | 0.5   |  | New York Red Bulls |
| = | Jozy Altidore           | 3     | 627          | 0.38  |  | Toronto            |

### Tabla de asistentes
| \| Pos. \| Jugador \| Asist. \| Part. (Min.) \| Prom. \| \| Club \| \| ---- \| ----------------------- \| ------ \| ------------ \| ----- \| \| ------------------ \| \| 1 \| Oribe Peralta \| 5 \| 349 \| 1 \| \| América \| \| = \| Rodolfo Pizarro \| 5 \| 601 \| 0.63 \| \| Guadalajara \| \| 3 \| Sebastian Giovinco \| 4 \| 720 \| 0.5 \| \| Toronto \| \| = \| Henry Martín \| 3 \| 386 \| 0.5 \| \| América \| \| = \| Paul Aguilar \| 3 \| 450 \| 0.6 \| \| América \| \| = \| Bradley Wright-Phillips \| 3 \| 521 \| 0.5 \| \| New York Red Bulls \| |                         |        |              |       |  |                    |
| Pos. | Jugador                 | Asist. | Part. (Min.) | Prom. |  | Club               |
| 1 | Oribe Peralta           | 5      | 349          | 1     |  | América            |
| = | Rodolfo Pizarro         | 5      | 601          | 0.63  |  | Guadalajara        |
| 3 | Sebastian Giovinco      | 4      | 720          | 0.5   |  | Toronto            |
| = | Henry Martín            | 3      | 386          | 0.5   |  | América            |
| = | Paul Aguilar            | 3      | 450          | 0.6   |  | América            |
| = | Bradley Wright-Phillips | 3      | 521          | 0.5   |  | New York Red Bulls |